# Philoponella gibberosa
Philoponella gibberosa är en spindelart som först beskrevs av Kulczynski 1908.  Philoponella gibberosa ingår i släktet Philoponella och familjen krusnätsspindlar. Inga underarter finns listade i Catalogue of Life.